# Cha Young-hwan
Cha Young-Hwan (sinh ngày 16 tháng 7 năm 1990) là một cầu thủ bóng đá Hàn Quốc thi đấu ở vị trí tiền vệ phòng ngự hoặc trung vệ cho Busan IPark.

## Thống kê câu lạc bộ
Tính đến 3 tháng 12 năm 2017
| Thành tích câu lạc bộ | Thành tích câu lạc bộ | Thành tích câu lạc bộ | Giải vô địch | Giải vô địch | Cúp     | Cúp       | Liên lục địa | Liên lục địa | Tổng cộng | Tổng cộng |
| Mùa giải              | Câu lạc bộ            | Giải vô địch          | Số trận      | Bàn thắng    | Số trận | Bàn thắng | Số trận      | Bàn thắng    | Số trận   | Bàn thắng |
| --------------------- | --------------------- | --------------------- | ------------ | ------------ | ------- | --------- | ------------ | ------------ | --------- | --------- |
| 2012                  | Tochigi SC            | J2 League             | 24           | 2            | 0       | 0         | -            | -            | 24        | 2         |
| 2013                  | Tochigi SC            | J2 League             | 41           | 1            | 0       | 0         | -            | -            | 41        | 1         |
| 2014                  | Tochigi SC            | J2 League             | 34           | 1            | 0       | 0         | -            | -            | 34        | 1         |
| 2015                  | Zweigen Kanazawa      | J2 League             | 35           | 3            | 0       | 0         | -            | -            | 35        | 3         |
| 2016                  | Busan IPark           | K League 2            | 33           | 1            | 1       | 0         | -            | -            | 34        | 1         |
| 2017                  | Busan IPark           | K League 2            | 26           | 2            | 4       | 0         | -            | -            | 30        | 2         |
| Tổng cộng sự nghiệp   | Tổng cộng sự nghiệp   | Tổng cộng sự nghiệp   | 193          | 10           | 5       | 0         | 0            | 0            | 198       | 10        |